# زویاد کواتچانتاریدزه

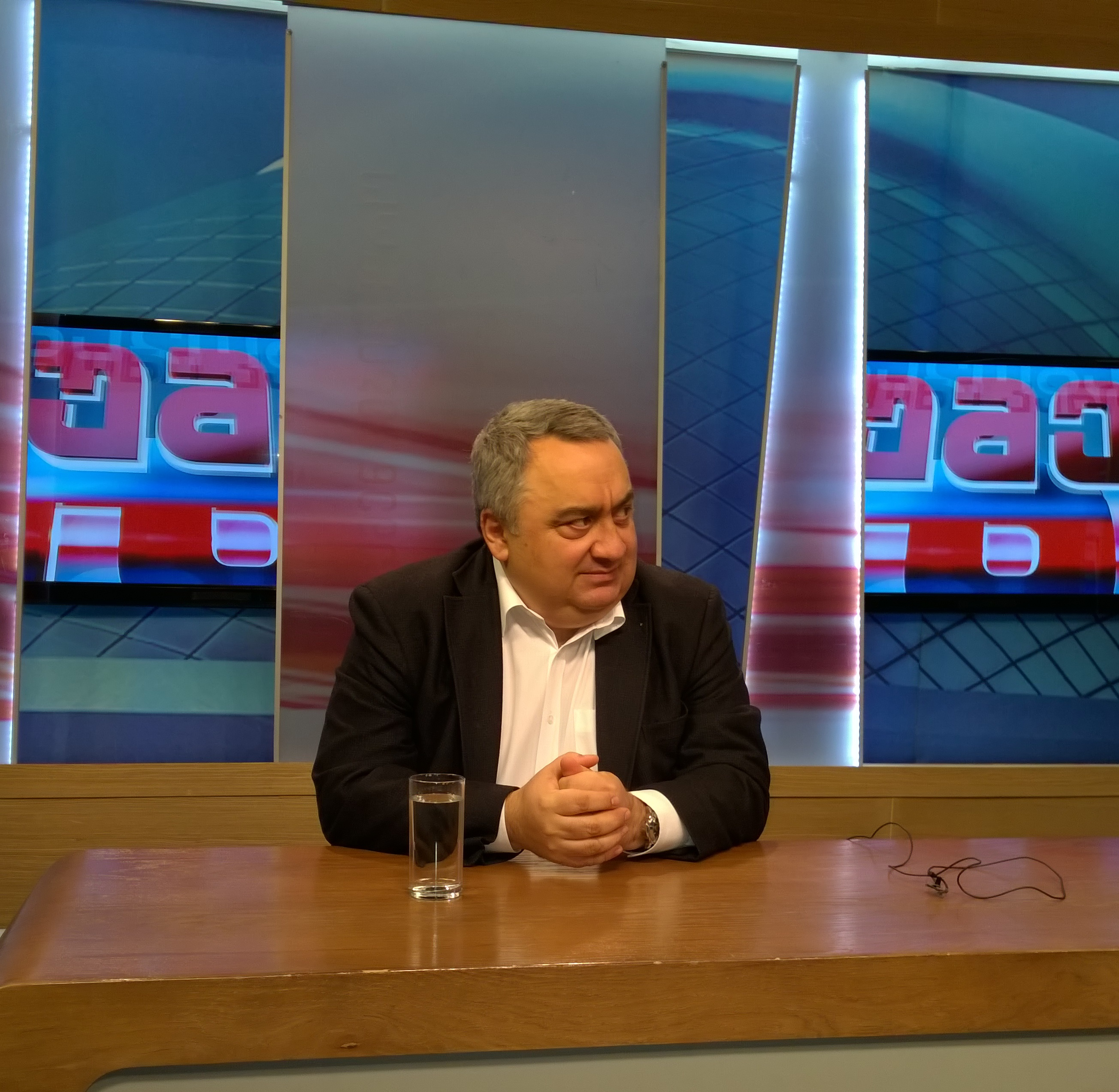
زویاد کواتچانتیرادزه

زویاد کواتچانتیرادزه(به گرجی: ზვიად კვაჭანტირაძე) (زاده ۷ ژوئیه ۱۹۶۵، اوزورگتی) نماینده مجلس و دیپلمات گرجی است که در مجلس گرجستان نایب رئیس اول کمیته روابط خارجی است. او همچنین عضو مجمع پارلمانی شورای اروپا (PACE) است. وی پیش از این از سال ۲۰۰۰ تا ۲۰۰۴ دبیرکل سازمان بین‌المللی حمل و نقل در کریدور قفقاز، اروپا و آسیا (TRACECA) و از سال ۲۰۰۵ تا ۲۰۰۹ سرکنسول گرجستان در ترکیه بود.